# 苏阿尔库奇
苏阿尔库奇（Sualkuchi），是印度阿萨姆邦Kamrup县的一个城镇。总人口14129（2001年）。

## 人口
该地2001年总人口14129人，其中男性7009人，女性7120人；0—6岁人口896人，其中男444人，女452人；识字率82.18%，其中男性为88.07%，女性为76.38%。